# Hans Kolditz
Hans Kolditz (* 26. August 1923 in Halle an der Saale; † 19. Mai 1996 in Konz bei Trier) war ein deutscher Komponist, Arrangeur und Dirigent. Er verwendete die Pseudonyme Hans Hermann, Vlad Kabec, Kurt Sorbon und Jean Trèves.
Ab 1936 erhielt er zunächst Privatunterricht in Violine, Klavier, Klarinette und Musiktheorie. Von 1940 bis 1942 studierte er an der Staatlichen Hochschule für Musik in Leipzig. Nach dem Krieg ließ er sich erst in Trier nieder. Später zog er dann nach Karlsruhe, wo er ab 1968 in einem Musikverlag als Komponist und Arrangeur tätig war. 

## Werke
Für Blasorchester
Bei folgenden Stücken handelt es sich teilweise um Arrangements bzw. Medleys.
- 1967 Schwarzwald-Suite
- 1969 Romantic Time Konzertwalzer
- 1973 Contrast Spiritual und Rock
- 1974 Hudson Melodie Rhapsodische Skizze
- 1975 Phönix-Ouvertüre
- 1975 Salutas Amigos
- 1976 Concertino für Bariton und Blasorchester
- 1978 Festruf
- 1980 Pfälzische Rhapsodie
- 1980 Vorhang auf
- 1982 Pop-Suite
- Chorale fantasia
- Concertino für Alt-Saxophon und Blasorchester
- Ein Wintermärchen Fantasie
- Louisiana Rhapsodie
- Musik für Blasorchester
- Südliche Impressionen
- Treffpunkt Montmartre
- Vorspiel zu einem Musical
- Black Bottom
- Castaldo-Marsch
- Die verrückten zwanziger Jahre
- Die goldenen zwanziger Jahre
- Odenwald Walzer
- Tanzturnier
- Dankeschön Bert Kaempfert
- Songs of Elvis
- Verträumte Melodien
- Musik ist Trumpf
- Tokajer
- Breitenauer Marsch
- Steuben Parade (Komponist u. Arr.)